# Ituglanis eichhorniarum
Ituglanis eichhorniarum es una especie de peces de la familia Trichomycteridae en el orden de los Siluriformes.

## Morfología
Los machos pueden llegar alcanzar los 5 cm de longitud total.

## Distribución geográfica
Se encuentran en Sudamérica: cuenca del río Paraguay.